# Maczecha
Maczecha (ros. Мачеха) – wieś w Rosji, w obwodzie wołgogradzkim, w rejonie kikwidzeńskim. W 2010 liczyła 2475 mieszkańców.